# Henri Lacordaire

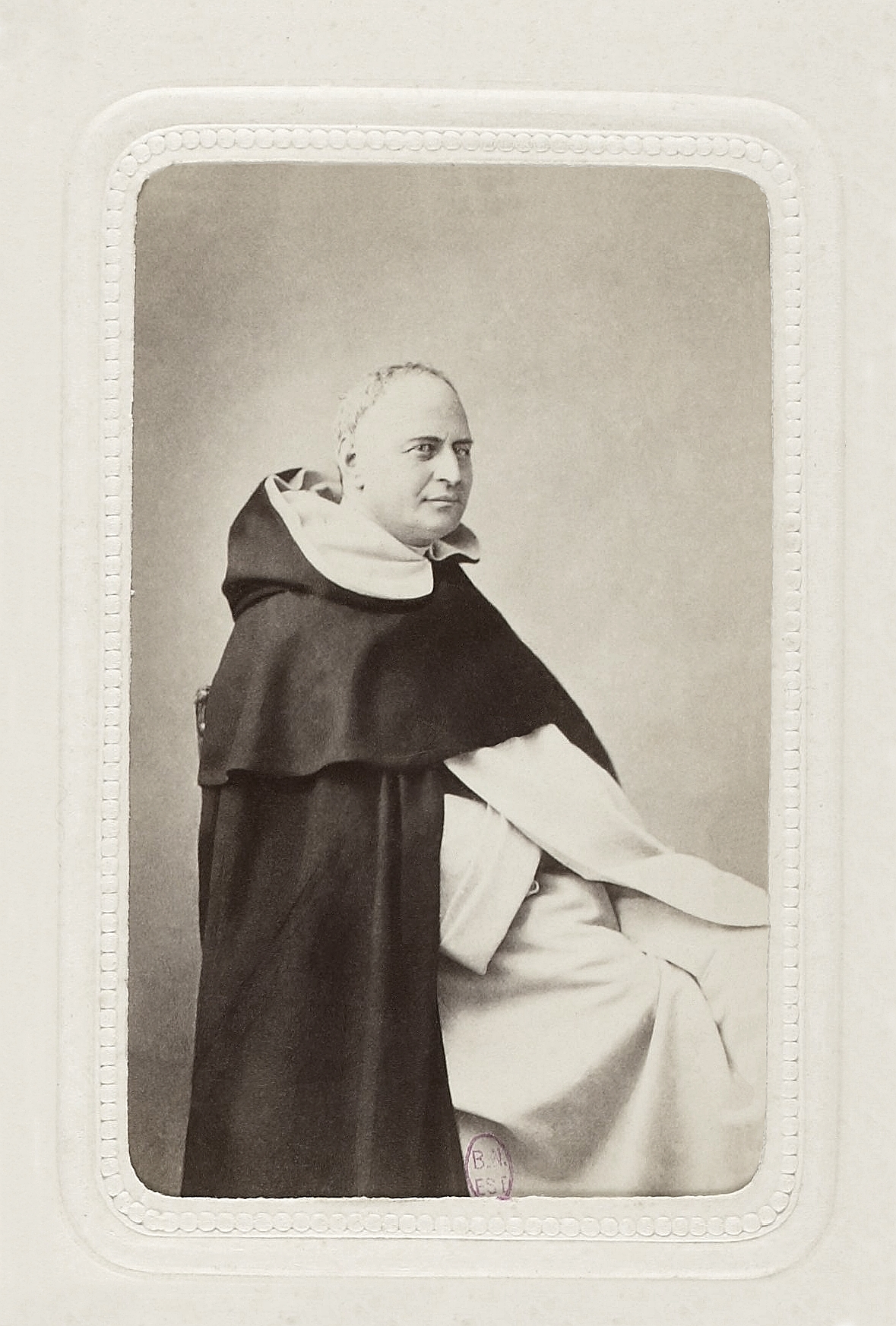
Lacordaire, ca. 1855

Jean-Baptiste Henri Lacordaire OP (12 de maig de 1802, Recey-sur-Ource, França - 21 de novembre de 1861, Sorèze, França) va ser un polític, orador i frare dominic francès.

## Biografia
Advocat de la Universitat de París, va inscriure's a l'enciclopedisme, però la lectura de Chateaubriand el va menar de nou a la fe el 1823. Sacerdot el 1827, va entrar en contacte amb Felicité de Lamennais i va formar part de la redacció de L'Avenir juntament amb Charles de Montalembert. Van traçar un programa sobre el pensament social cristià. L'Avenir va tenir un gran impacte en l'opinió pública, advocava per la renovació de l'Església, la qual cosa va despertar molts rebutjos a les jerarquies catòliques, després el diari va ser tancat i reprovat pel papa Gregori XVI. Atès que es va posar en dubte l'ortodòxia de la revista, es va sotmetre a la decisió pontifícia i se'n va apartar Lamennais.
A partir de 1834, es va donar a conèixer com orador a les conferències quaresmals a Nostra Senyora de París. Lacordaire va sublimar el romanticisme de la seva època, va saber trobar l'oratòria adequada per commoure l'auditori que l'escoltava, en una generació que era escèptica, però cercava la transcendència i la humanitat. Ell desitjava explicar el seu pensament sobre els drets, els efectes i les reivindicacions dels homes i dels pobles, el seu pensament sobre la llibertat, el progrés, el salari i el capital, que en aquella època eren les coses «modernes».
Lacordaire considerava que el cristianisme havia de donar felicitat als homes, pau a les nacions i progrés a la humanitat, que la llibertat que Crist va portar al món és per a la igualtat i la fraternitat.
Es va posar en contacte amb el jove Frédéric Ozanam, que es va interessar en la reincorporació de Lacordaire a la càtedra, a les conferències i al púlpit.
El 5 de març de 1835, el pare Lacordaire va tornar a parlar des del púlpit, aquest cop a la Catedral de Notre-Dame de París, amb més de 6.000 persones com a auditori, entre ells Alexandre Dumas, Honoré de Balzac, Alphonse de Lamartine, Charles de Montalembert, Victor Hugo, Alexis de Tocqueville, André-Marie Ampère, François-René de Chateaubriand i molts altres persones de la intel·lectualitat francesa d'aquell moment.
La seva predicació harmonitzava la paraula amb la intel·ligència, feia vibrar les espiritualitats de la intel·lectualitat, i molts que no eren catòlics hi anaven per nodrir-se de la saviesa d'aquell sacerdot que commovia amb les seves paraules. Una síntesi de les seves conferències es publicava al diari L'Univers, redactades per Frédéric Ozanam. Aquells que no assistien a les càtedres se'n mantenien informats per la premsa.
El 1839 va rebre a Roma l'hàbit de Sant Domènec i va tornar a França, on va dedicar els últims anys de la seva vida a la consolidació de l'Orde de Predicadors al seu país, aconseguint restaurar aquest orde a França després d'haver estat prohibit durant gairebé 50 anys. Durant un temps es va dedicar a promoure i despertar vocacions per a l'orde.
Amb Frédéric Ozanam, el pare Maret, Charles Coux i altres catòlics socials, Lacordaire va fundar el diari L'Ère Nouvelle. En sis dies tenien 3.200 subscriptors i van arribar a vendre 20.000 exemplars.
Els ideals que van sustentar l'anterior diari L'Avenir van servir de base i com llevat per a la creació d'un moviment polític demòcrata-cristià, dirigit per laics i per religiosos, entre ells Frédéric Ozanam i el pare Lacordaire. Aquest moviment és el pioner i precursor de l'activitat política dels cristians socials.
"El Partit de la Confiança", així es deia aquell moviment demòcrata-cristià. Al seu programa hi defensava la legitimitat de la República, suport als projectes democràtics del govern, portar representants cristians a l'Assemblea Nacional Constituent, a més de defensar la justícia social, la llibertat política i religiosa, així com la família com a base de la societat.
A les eleccions d'abril de 1848 diversos cristians socials van ser escollits per integrar l'Assemblea Nacional. El pare Lacordaire, sense presentar-se com a candidat, va sortir escollit en representació de París i de Marsella. També van ser escollits Montalembert i Tocqueville, uns altres catòlics socials. Lacordaire va seure a l'esquerra, on va trobar el seu ex-company Lamennais. Uns mesos després Lacordaire va renunciar al seu càrrec de diputat i a la direcció del diari L'Ère Nouvelle.
Des del 1848 fins al 1853 el frare dominic va viure al convent de Saint Joseph des Carne, i després de deixar París va anar a viure al col·legi de Sorense.

## Obres
- Œuvres du R. P. Henri-Dominique Lacordaire, París: Poussielgue frères, 1872. (9 volums).
- Lacordaire, sa vie par lui-même: extraits de sa correspondance, du testament, etc. Marseille : Editions Publiroc, 1931.